# Terheléselosztás (energetika)
A terheléselosztás (iparági terminológiával: teherelosztás) a villamosenergia-iparban a villamosenergia terhelések kiegyensúlyozását jelenti. A cél a fogyasztási csúcsok csökkentése, illetve a nap során jelentkező terhelések lehetőség szerinti átcsoportosítása a minimális fogyasztású, ún. "völgyidőszakokra".
Ennek fontossága egy példán keresztül illusztrálható, amikor is egy gépteremben - a normál üzemtől eltérően - sok nagy teljesítményű villamos gép indul be egyszerre, akkor ez nagyon magas csúcsterhelést - akár túlterhelődést is - jelent a megtápláló villamosenergia-rendszer (távvezetékek, transzformátorok stb.) számára. Ezért az villamosenergia átviteli hálózatot üzemeltető, pl. egy átviteli rendszerirányító, de a mai trendeknek megfelelően már egyre inkább az elosztóhálózat-üzemeltetőnek is rendelkeznie kell tartalék kapacitásokkal. Ezek a kapacitások korábban kizárólag ún. gyorsindítású erőművi forgógépeket (generátorokat) jelentettek, de ma már terjedőben van az ipari méretű villamosenergia-tárolók használata is.
A tárolók használata abban hoz újszerű megoldásokat, hogy míg villamos forgógépek fel- és leterhelésével pillanatnyi terhelés-kiegyenlítést lehet végezni, addig egy villamosenergia-tároló pl. a völgyidőszakban eltárolt villamosenergiát képes a csúcsidőszakban kiadni, ezzel a napi terhelési görbe optimálisabb elosztásában, illetve az erőművi blokkok optimálisabb kihasználásában segíteni.
A villamosenergia-hálózatokra kapcsolódó nagyobb ipari üzemek nagy fogyasztói, erőművek villamos forgógépei, illetve a tárolóberendezések üzemirányító központokba kapcsolódnak, azok számítógép-vezérelt távfelügyeleti rendszerein keresztül, mely rendszerek képesek a forgógépek minimális késleltetéssel történő táv-indítására, vagy éppen leállítására, a tárolók betárolási, illetve kitárolási parancsainak kiadására, illetve a ipari hűtőberendezések, kazánok leterhelésére.
A csúcsterhelések intelligens csökkentésével az ipari fogyasztók csökkenthetik energiaköltségeiket, kisebb mértékű teljesítménydíj megfizetése révén, termelésük tervezhető és még elviselhető visszafogása árán.
A földgáziparban is lehetőség van a gázfogyasztási csúcsok csökkentésére. Nagy gázfogyasztók, mint például kombinált ciklusú erőművek, hőközpontok esetén a gázfogyasztás csökkentésének módja lehet a rövid idejű alternatív tüzelőanyagra (pl. fűtőolajra) történő áttérés csúcsidőben. Ez jellemzően a téli fűtési szezonban, illetve villamosenergia rendszerösszeomlás esetén jelent megoldást.

## Fordítás
- Ez a szócikk részben vagy egészben  a   Lastverteilung (Energie) című német Wikipédia-szócikk fordításán alapul.  Az eredeti cikk szerkesztőit annak laptörténete sorolja fel. Ez a jelzés csupán a megfogalmazás eredetét és a szerzői jogokat jelzi, nem szolgál a cikkben szereplő információk forrásmegjelöléseként.
- Ez a szócikk részben vagy egészben  a   Load balancing (electrical power) című angol Wikipédia-szócikk fordításán alapul.  Az eredeti cikk szerkesztőit annak laptörténete sorolja fel. Ez a jelzés csupán a megfogalmazás eredetét és a szerzői jogokat jelzi, nem szolgál a cikkben szereplő információk forrásmegjelöléseként.